# Europese kampioenschappen indooratletiek 2021
De Europese kampioenschappen indoor atletiek 2021 werden van 4 tot en met 7 maart 2021 gehouden in de Arena Toruń in het Poolse Toruń.
De totaalscore van de Nederlandse ploeg, bestaande uit viermaal goud, eenmaal zilver en tweemaal brons, leidde voor het eerst in de historie tot een eerste plaats in het medailleklassement van een dergelijk internationaal kampioenschapstoernooi.  

## Medailles

### Mannen
| Onderdeel            | Goud                                                                      | Goud    | Zilver                                                       | Zilver  | Brons                                                                | Brons   |
| -------------------- | ------------------------------------------------------------------------- | ------- | ------------------------------------------------------------ | ------- | -------------------------------------------------------------------- | ------- |
| 60 m                 | Marcell Jacobs Italië                                                     | 6,47    | Kevin Kranz Duitsland                                        | 6,60    | Ján Volko Slowakije                                                  | 6,61    |
| 400 m                | Óscar Husillos Spanje                                                     | 46,22   | Tony van Diepen Nederland                                    | 46,25   | Liemarvin Bonevacia Nederland                                        | 46,30   |
| 800 m                | Patryk Dobek Polen                                                        | 1.46,81 | Mateusz Borkowski Polen                                      | 1.46,90 | Jamie Webb Verenigd Koninkrijk                                       | 1.46,95 |
| 1500 m               | Jakob Ingebrigtsen Noorwegen                                              | 3.37,56 | Marcin Lewandowski Polen                                     | 3.38,06 | Jesús Gómez Spanje                                                   | 3.38,47 |
| 3000 m               | Jakob Ingebrigtsen Noorwegen                                              | 7.48,20 | Isaac Kimeli België                                          | 7.49,41 | Adel Mechaal Spanje                                                  | 7.49,47 |
| 4x400 m              | Nederland Jochem Dobber Liemarvin Bonevacia Ramsey Angela Tony van Diepen | 3.06,06 | Tsjechië Vít Müller Pavel Maslák Michal Desenský Patrik Šorm | 3.06,54 | Verenigd Koninkrijk Joe Brier Owen Smith James Williams Lee Thompson | 3.06,70 |
| 60 m horden          | Wilhelm Belocian Frankrijk                                                | 7,42    | Andrew Pozzi Verenigd Koninkrijk                             | 7,43    | Paola Dal Molin Italië                                               | 7,56    |
| Verspringen          | Miltiadis Tentoglou Griekenland                                           | 8,35    | Thobias Montler Zweden                                       | 8,31    | Kristian Pulli Finland                                               | 8,24    |
| Hink-stap-springen   | Pedro Pablo Pichardo Portugal                                             | 17,30   | Alexis Copello Azerbeidzjan                                  | 17,04   | Max Heß Duitsland                                                    | 17,01   |
| Hoogspringen         | Maksim Nedasekau Wit-Rusland                                              | 2,37    | Gianmarco Tamberi Italië                                     | 2,35    | Thomas Carmoy België                                                 | 2,26    |
| Polsstokhoogspringen | Armand Duplantis Zweden                                                   | 6,05    | Valentin Lavillenie Frankrijk                                | 5,80    | Piotr Lisek Polen                                                    | 5,80    |
| Kogelstoten          | Tomáš Staněk Tsjechië                                                     | 21,62   | Michał Haratyk Polen                                         | 21,47   | Filip Mihaljević Kroatië                                             | 21,31   |
| Zevenkamp            | Kevin Mayer Frankrijk                                                     | 6392    | Jorge Ureña Spanje                                           | 6158    | Paweł Wiesiołek Polen                                                | 6133    |

### Vrouwen
| Onderdeel            | Goud                                                             | Goud    | Zilver                                                               | Zilver  | Brons                                                                                   | Brons   |
| -------------------- | ---------------------------------------------------------------- | ------- | -------------------------------------------------------------------- | ------- | --------------------------------------------------------------------------------------- | ------- |
| 60 m                 | Ajla Del Ponte Zwitserland                                       | 7,04    | Lotta Kemppinen Finland                                              | 7,22    | Jamile Samuel Nederland                                                                 | 7,22    |
| 400 m                | Femke Bol Nederland                                              | 50,63   | Justyna Święty-Ersetic Polen                                         | 51,41   | Jodie Williams Verenigd Koninkrijk                                                      | 51,73   |
| 800 m                | Keely Hodgkinson Verenigd Koninkrijk                             | 2.03,88 | Joanna Jóźwik Polen                                                  | 2.04,00 | Angelika Cichocka Polen                                                                 | 2.04,15 |
| 1500 m               | Elise Vanderelst België                                          | 4.18,44 | Holly Archer Verenigd Koninkrijk                                     | 4.19,91 | Hanna Klein Duitsland                                                                   | 4.20,07 |
| 3000 m               | Amy-Eloise Markovc Verenigd Koninkrijk                           | 8.46,43 | Alice Finot Frankrijk                                                | 8.46,54 | Verity Ockenden Verenigd Koninkrijk                                                     | 8.46,60 |
| 4x400 m              | Nederland Lieke Klaver Marit Dopheide Lisanne de Witte Femke Bol | 3.27,15 | Verenigd Koninkrijk Zoey Clark Jodie Williams Ama Pipi Jessie Knight | 3.28,20 | Polen Natalia Kaczmarek Małgorzata Hołub-Kowalik Kornelia Lesiewicz Aleksandra Gaworska | 3.29,94 |
| 60 m horden          | Nadine Visser Nederland                                          | 7,77    | Cindy Sember Verenigd Koninkrijk                                     | 7,89    | Tiffany Porter Verenigd Koninkrijk                                                      | 7,92    |
| Verspringen          | Maryna Bech-Romantsjoek Oekraïne                                 | 6,92    | Malaika Mihambo Duitsland                                            | 6,88    | Khaddi Sagnia Zweden                                                                    | 6,75    |
| Hink-stap-springen   | Patricia Mamona Portugal                                         | 14,53   | Ana Peleteiro Spanje                                                 | 14,52   | Neele Eckhardt Duitsland                                                                | 14,52   |
| Hoogspringen         | Jaroslava Mahoetsjich Oekraïne                                   | 2,00    | Iryna Herasjtsjenko Oekraïne                                         | 1,98    | Ella Junnila Finland                                                                    | 1,96    |
| Polsstokhoogspringen | Angelica Moser Zwitserland                                       | 4,75    | Tina Šutej Slovenië                                                  | 4,70    | Holly Bradshaw Verenigd Koninkrijk                                                      | 4,65    |
| Polsstokhoogspringen | Angelica Moser Zwitserland                                       | 4,75    | Tina Šutej Slovenië                                                  | 4,70    | Iryna Zjoek Wit-Rusland                                                                 | 4,65    |
| Kogelstoten          | Auriol Dongmo Portugal                                           | 19,34   | Fanny Roos Zweden                                                    | 19,29   | Christina Schwanitz Duitsland                                                           | 19,04   |
| Vijfkamp             | Nafissatou Thiam België                                          | 4904    | Noor Vidts België                                                    | 4791    | Xénia Krizsán Hongarije                                                                 | 4644    |

### Medailleklassement
| Plaats | Land                | Goud | Zilver | Brons | Totaal |
| 1      | Nederland           | 4    | 1      | 2     | 7      |
| 2      | Portugal            | 3    | 0      | 0     | 3      |
| 3      | Verenigd Koninkrijk | 2    | 4      | 6     | 12     |
| 4      | België              | 2    | 2      | 1     | 5      |
| 5      | Frankrijk           | 2    | 2      | 0     | 4      |
| 6      | Oekraïne            | 2    | 1      | 0     | 3      |
| 7      | Noorwegen           | 2    | 0      | 0     | 2      |
| 7      | Zwitserland         | 2    | 0      | 0     | 2      |
| 9      | Polen               | 1    | 5      | 4     | 10     |
| 10     | Spanje              | 1    | 2      | 2     | 5      |
| 11     | Zweden              | 1    | 2      | 1     | 4      |
| 12     | Italië              | 1    | 1      | 1     | 3      |
| 13     | Tsjechië            | 1    | 1      | 0     | 2      |
| 14     | Wit-Rusland         | 1    | 0      | 1     | 2      |
| 15     | Griekenland         | 1    | 0      | 0     | 1      |
| 16     | Duitsland           | 0    | 2      | 4     | 6      |
| 17     | Finland             | 0    | 1      | 2     | 3      |
| 18     | Azerbeidzjan        | 0    | 1      | 0     | 1      |
| 18     | Slovenië            | 0    | 1      | 0     | 1      |
| 20     | Hongarije           | 0    | 0      | 1     | 1      |
| 20     | Kroatië             | 0    | 0      | 1     | 1      |
| 20     | Slowakije           | 0    | 0      | 1     | 1      |
| Totaal | Totaal              | 26   | 26     | 27    | 79     |